# Naruto: Ultimate Ninja
Naruto: Ultimate Ninja, in Japan Naruto: Narutimate Hero ＮＡＲＵＴＯ－ナルト－ ナルティメットヒーロー Naruto: Narutimetto Hīrō ist ein von CyberConnect2 entwickeltes und von Namco Bandai Games veröffentlichtes Fighting Game. Das Spiel wurde für die PlayStation 2 entwickelt.

## Inhalt
Naruto möchte Hokage werden. Das Wellen-Reich steht unter der Herrschaft von Gateau, deswegen muss Naruto zusammen mit seinem Team Sasuke, Sakura und Kakashi müssen sie Zabuza und Haku aufhalten. Die Geschichte geht hin bis zur Chuunin-Auswahl-Prüfung.

## Spielprinzip
Es gibt spezielle Techniken und Jutsus, die verwendet werden können. Einige Charaktere verfügen Spezialattacken, indem sie spezielle Techniken anwenden, die ihren Status verbessern und ihnen neue Fähigkeiten verleihen. Das Spiel enthält auch mehrere Gegenstände, wie Shuriken und Kunai. Es gibt im Spiel viele Stages, darunter das Hidden Leaf Village, die Chunin-Prüfungsarena und der Wald des Todes. Das Spiel verwendet auch Unterstützungscharaktere. Das Spiel bietet einen Story-Modus im Arcade-Stil. Jeder Charakter hat im Story-Mode sechs Kämpfe. Die Dialoge im Spiel sind in einem Manga-Stil gehalten.
In der japanischen Version gibt es nur 12 statt 14 Charaktere. In der amerikanischen und europäischen Fassung kann man die Charaktere Sasuke (Mal des Fluches) und Naruto (Kyuubi-Form) separat auswählen. In der japanischen Version gibt es sie als Transformation.
| Charaktere                        | Unterstützer-Charaktere |
| --------------------------------- | ----------------------- |
| Naruto Uzumaki                    | Iruka Umino             |
| Sasuke Uchiha                     | Maito Gai               |
| Sakura Haruno                     | Asuma Sarutobi          |
| Rock Lee                          | Shino Aburame           |
| Neji Hyūga                        | Kabuto Yakushi          |
| Shikamaru Nara                    | Temari                  |
| Hinata Hyūga                      | Tenten                  |
| Kakashi Hatake                    | -                       |
| Gaara                             | -                       |
| Zabuza Momochi                    | -                       |
| Haku                              | -                       |
| Orochimaru                        | -                       |
| Naruto Uzumaki (Kyuubi-Form) †    | -                       |
| Sasuke Uchiha (Mal des Fluches) † | -                       |

## Rezeption
Maniac.de vergab zum Spiel 72 %. Laut Metacritic erhielt das Spiel eine „überdurchschnittliche“ Bewertung und vergab 75/100.